# Зозулине болото
Зозу́лине боло́то — мезотрофне болото, розташоване в межах Міжрічинського регіонального ландшафтного парку. Знаходиться в Козелецькому районі (Чернігівська область) в Сорокошицькому лісовому масиві. Є унікальним серед боліт такого типу.
Рослинний комплекс тут має комплексний характер: підвищення займають оліготрофні ценози, а зниження між ними мають характер мочажин, в яких розміщуються угруповання шейхцерії болотної зі співдомінуванням осоки багнової (занесені до Зеленої книги України) — це рідкісне для цього регіону явище.